# Barranc del Comunalet
El Barranc del Comunalet, és un barranc del terme de Castell de Mur (antic terme de Mur, en territori del poble del Meüll.
Es forma a l'extrem de ponent de la Serra del Coscó, a 934 m. alt., al sud-est de la Casa del Coscó, i davalla de primer cap a llevant, per de seguida girar i emprendre la direcció nord. Deixa a ponent les partides de lo Coscó i lo Comunalet, i s'ajunta amb el barranc de la Plana per tal de formar el barranc Gros, al nord-est de lo Comunalet.